# Bataille du détroit de Kertch
guerre russo-turque de 1787-1792
Batailles
- Kinburn
- Otchakov
- Île des Serpents (Fidonisi)
- Focșani
- Râmnic
- Kertch
- Tendra
- Izmaïl
- Măcin
- Kaliakra

La bataille du détroit de Kertch est une bataille navale ayant opposé les flottes de l'Empire russe et de l'Empire ottoman le 19 juillet 1790 dans le cadre de la septième guerre russo-turque. 

## Déroulement
La flotte russe prit la direction de Kertch où la flotte ottomane était signalée. Venant de Sébastopol la flotte russe s'encrait dans le détroit. Après trois heures de combat, le vent tournait mais dans cette manœuvre deux navires ottomans se heurtent. L'amiral ottoman décide le retrait et la flotte russe les pourchasse toute la nuit mais au matin la poursuite est vaine. Par cette victoire la flotte russe a empêché le débarquent des troupes en Crimée.